# Лакунин, Владимир Юрьевич
Владимир Юрьевич Лакунин (род. 4 октября 1962, Гудермес, Чечено-Ингушская АССР) — российский предприниматель и политик. Член Совета Федерации (2019—2020).

## Биография
Родился 4 октября 1962 года в Гудермесе (Чечено-Ингушская АССР), окончил Грозненский нефтяной институт и Российскую академию народного хозяйства при правительстве Российской Федерации, кандидат экономических наук. В 2002 году вступил в партию «Единая Россия», с 2008 года — депутат Законодательного собрания Ростовской области IV—VI созывов.
С 1985 по 1992 год работал на Грозненском химическом заводе (последняя должность — начальник цеха), затем до 1994 года занимал должность заместителя главного инженера по технике безопасности на Саратовском производственном объединении «Нитрон», а с 1994 по 1999 год — заместителя директора по внешним связям ЧИМФ «Ростов». В 1999 году назначен внешним управляющим ОАО «Каменскволокно» (в последующие годы — генеральный директор). Предприятие находится в городе Каменск-Шахтинский Ростовской области, почётным гражданином которого является Лакунин.
14 ноября 2019 года губернатор Ростовской области В. Ю. Голубев своим указом назначил членом Совета Федерации — представителем от исполнительного органа государственной власти региона В. Ю. Лакунина (6 октября скончался его предшественник — Е. В. Бушмин).
21 сентября 2020 года переизбранный губернатор Голубев назначил новым сенатором от исполнительной власти региона представителя правительства в Совете Федерации А. В. Яцкина.